# Zamjene (2000.)
Zamjene (eng. The Replacements) je američka sportska komedija iz 2000. godine koju je režirao Howard Deutch. U filmu glume Keanu Reeves, Gene Hackman i Brooke Langton.
Film se djelomično zasniva na istinitoj priči o zamjenskim igračima koje su angažirali vlasnicima kluba za vrijeme štrajka profesionalnih igrača.

## Radnja
Shane Falco, bivši vođa navale na državnom sveučilištu Ohio, nikad nije uspio postati profesionalni igrač jer se povukao na odlučujućoj utakmici, pa danas zarađuje kao čistač jahti. U početnoj sceni u moru pronalazi metalni trofej i pretvara se da opet igra američki nogomet. U međuvremenu izmišljeni klub Washington Sentinels igra utakmicu u kojoj komentatori spominju štrajk igrača zbog plaća. Kako igra napreduje, vođa navale Sentinela Eddie Martel radije sklizne na zemlju da izbjegne ozljedu umjesto da zada gol. 
Kasnije tog dana vlasnik kluba Edward O'Neil odluči angažirati Jimmyja McGintyja, bivšeg trenera kluba kojeg su otpustili nakon tučnjave s vođom navale, da regrutira zamjenske igrače tijekom štrajka i trenira ih do kraja sezone.  O'Neil kaže McGintyju da su im potrebne samo tri pobjede od finalne četiri utakmice da dođu do doigravanja. McGinty mu odgovori da će to učiniti jedino ako obeća da se neće miješati u njegov način treniranja. McGinty regrutira puno različitih nediscipliniranih igrača, i naposljetku uvjeri Falca da ponovo zaigra kao vođa navale. Falco se ubrzo zaljubi u glavnu navijačicu tima, Annabelle Farrell, koja mu uzvraća osjećaje, ali ne želi izlaziti s njim zbog stereotipa o umišljenim profesionalnim igračima.
U prvoj igri zamjenskih igrača McGinty zatraži dodavanje, ali Falco se uplaši i odluči za probijanje. Probijača Cochrana zaustave prije nego što dođe do završne zone, te Sentineli izgube. Te noći pravi igrači kluba provociraju zamjenske igrače u baru i izbije tučnjava između dva tima. Zamjenske igrače uhite, što ih ustvari poveže kao tim, što im je nedostajalo u prvoj igri. Novonastali timski duh dovede ih do pobjede u zadnjim sekundama druge igre, a također i sljedeće, treće igre, te im na kraju preostane samo još jedna pobjeda za doigravanje. 
O'Neil kaže McGintyju da je Eddie Martel prekinuo štrajk i da će igrati u završnoj utakmici sezone. McGinty isprva protestira jer želi Falca za vođu navale, ali ga vlasnik kluba uvjeri da si tim ne može priuštiti da se Falco povuče na odlučujućoj utakmici, posebno zato što vode najbolji tim zamjenskih igrača u ligi. Snuždeni McGinty kaže Falcu da mora otići zbog Martela, ali Falco dobro podnese vijest, rekavši da je to najbolje za tim jer je Martel bolji od njega. Falco padne u depresiju zbog svega i ne dođe na dogovoreni sastanak s Annabelle.
U završnoj utakmici Martel se ne može povezati s ostatkom tima i viče na njih kad pogriješi u igri. U poluvremenu je rezultat 17-0; novinar upita McGintyja što im je potrebno da pobijede, na što on odgovara: "milje i milje srca", što je ustvari poruka Falcu. Falco dolazi na utakmicu tijekom poluvremena, a ostatak tima izbaci Martela iz svlačionice. Falco je na stadionu dočekan gromoglasnim pljeskom. Ispriča se Annabelle i poljubi ju na nacionalnoj televiziji. Cochran na početku drugog poluvremena ozlijedi nogu. Sentineli zatim povećaju rezultat na 17-14. U posljednjim sekundama utakmice McGinty pozove Nigela da šutira kroz stativu gola da izjednače rezultat i zatim uđu u produžetak. No Nigel kaže Falcu da ne može pucati zato što će nekoliko ljudi u publici "uzeti njegov pab". Falco zgrabi loptu i trči da zabije gol samo da ju donese nazad i zaustavi igru. Zatim odlazi na bočnu liniju i kaže McGintyju da želi loptu, nagovijestivši da je prebrodio strah. Falco doda loptu Brianu Murphyju koji zada gol i Sentineli pobijede 20-17, nakon čega zaplešu.

## Uloge
- Keanu Reeves - Shane Falco
- Gene Hackman - Jimmy McGinty
- Brooke Langton - Annabelle Farrell
- Jon Favreau - Daniel "Danny" Bateman
- Orlando Jones - Clifford Franklin
- Rhys Ifans - Nigel Gruff 'Noga'
- Jack Warden - Edward O'Neil
- Brett Cullen - Eddie Martel

## Produkcija
Stadion M&T Bank, koji pripada timu Baltimore Ravens, predstavljao je stadion Sentinela i u filmu je nazvan Nextel.
Film se djelomično zasniva na štrajku sindikata profesionalnih igrača 1987., posebno kluba Washington Redskins, koji je osvojio sve tri utakmice sa svim zamjenskim igračima i Super Bowl XXII na kraju sezone. Iako je film priča o zamjenskim igračima, sukob između vođa navala Falca i Martela je slična stvarnom sukobu igrača Redskinsa Douga Williamsa i Jaya Schroedera. Hackman je kasnije angažiran kao pripovjedač za epizodu America's Game: The Super Bowl Champions sportskog kanala NFL, posvećenu tom timu. 
Golovi Sentinela protiv Phoenixa se temelje na kontroverznoj igri nazvanoj "Holy Roller" koja se dogodila 1978. između timova Oakland Raiders i San Diego Chargers. Bivši igrač i komentator John Madden, koji je zajedno s Patom Summerallom glumio sebe u filmu, bio je glavni trener Raidersa u vrijeme kad je odigran "Holy Roller". National Football League je promijenio pravila za sezonu 1979., dopuštajući samo pravilo žive lopte ili bilo koju igru nakon dvominutnog upozorenja u bilo kojem poluvremenu. Međutim, jer je Falco uhvatio živu loptu na početku utakmice i jedini se kretao naprijed, utakmica bi bila legalna u stvarnosti.

## Zanimljivosti
Za Reevesa je ovo bio drugi put da glumi vođu navale iz Ohia. U akcijskom filmu iz 1991. Pakleni val njegov lik je agent FBI-ja, Johnny Utah, bivši igrač kluba Buckeyes. Film aludira na odlučujuću utakmicu njegovog lika za Rose Bowl.

## Uspjeh na kino blagajnama
Film je zauzeo treće mjesto po zaradi u Sjevernoj Americi s 11,039.214 dolara u prvom vikendu prikazivanja, iza Svemirskih kauboja i Čovjeka bez tijela koji se nalazio na prvom mjestu drugi tjedan prikazivanja. Sveukupno je zaradio 44 milijuna dolara u domaćim kinima i 6 milijuna internacionalno, te preko 50 milijuna u svijetu.